# 屏東縣東港鎮東光國民小學
屏東縣東港鎮東光國民小學，簡稱東光國小，是一所位於屏東縣東港鎮的國民小學。為屏東縣政府為落實小班教學政策，於東港區行政中心附近擇地設立之學校。

## 歷史沿革

### 演變與發展
- 1991年（民國80年）：屏東縣政府為落實小班教學政策，辦理文小五校地徵收，並委託東港國小負責管理。
- 2000年（民國89年）：9月縣政府指定東港國小負責東光國小的籌設工作，並開始辦理建築師之甄選、地質鑽探、學校命名等籌備。
- 2001年（民國90年）：3月1日縣政府正式核派興化國小校長陳照雄兼任東光國小籌備主任，辦理第一期校舍興建工程。於12月8日開始興建，建設總經費為新台幣7427萬元。
- 2002年（民國91年）：8月20日第一期校舍完工，並於當學年度開始進行招生。
- 2006年（民國95年）：設立國樂班，招收校內學生學習傳統音樂文化，並時常進行縣內巡迴展演。[1]
- 2014年（民國103年），4月圖書館落成，積極募集圖書，並設置許多「漂書書櫃」，放置許多書籍讓學生自行挑選，看完後在自行歸還，希望學生們能把看書當作興趣。[2]

### 歷任校長
| 任期 | 姓名   | 任職日期  | 離職日期     | 備註                        |
| ---- | ------ | --------- | ------------ | --------------------------- |
| 1    | 陳照雄 | 2002年    | 2009年7月[3] |                             |
| 2    | 陳賢德 | 2009年8月 | 2016年7月    | 改任林邊鄉水利國小校長。[4] |
| 3    | 陳瑞賢 | 2016年8月 | 2018年7月    |                             |
| 4    | 李雅容 | 2018年8月 | 現職         | 由恆春鎮僑勇國小轉入。      |

## 校內建築
主建築一棟，包括地下室一層、地上三層，共17間各式教室。包括一般教室、行政室、電腦室、圖書室、會議室、會客室及禮堂。以及圖書館一棟。

## 外部連結
- 屏東縣政府教育處 （页面存档备份，存于）